# Colette Rabaté
Colette Rabaté (1950) es una hispanista francesa especializada en los siglos XX y XXI.

## Biografía
Se doctoró en París en 1994 con la tesis La femme espagnole et le mariage dans les écrits du milieu du XIXe siècle (1833-1863), dirigida por Jean-René Aymes. Profesora titular de Lengua, Literatura y Civilización Española en la Universidad François Rabelais de Tours, cuyo departamento de español dirigió entre 2007 y 2008.
En la Sorbona forma parte del CREC (Centre de Recherche sur l'Espagne Contemporaine XVIIIe-XIXe-XXe siècles) y ha investigado principalmente la literatura y la historia cultural contemporánea de España y ha escrito obras como Le Temps de Goya (1746-1828) (Nantes, 2006), ¿Eva o María? Ser mujer en la época isabelina (1833-1868) (Ediciones Universidad de Salamanca, 2007) y Miguel de Unamuno. Biografía (Taurus, 2009), esta última en colaboración con su marido, el también hispanista Jean-Claude Rabaté. En palabras de los dos biógrafos:

"Unamuno es el intelectual con mayor presencia pública en España de su tiempo, y casi en Europa".

## Obras destacadas[8]
- Le Temps de Goya (1746-1828). Nantes, 2006.
- ¿Eva o María? Ser mujer en la época isabelina (1833-1868). Salamanca: Ediciones Universidad de Salamanca. 2007.
- Miguel de Unamuno. Biografía. Madrid: Taurus. 2015.
- Con Jean-Claude Rabaté ed. de Miguel de Unamuno, Cartas del destierro. Entre el odio y el amor (1924-1930). 2012.
- Con Jean-Claude Rabaté ed. de Miguel de Unamuno, Epistolario Salamanca: Ediciones Universidad de Salamanca. 2017., (primer volumen de los ocho previstos)
- VV. AA., Destierro/des-cielo. Unamuno, de París a la República (1924-1930). 2014.
- Con Jean-Claude Rabaté, ed. de Miguel de Unamuno, Discurso en el Colegio de España : Paris 1935, Paris: Ediciones Colegio España. 2014.